# Leola, Arkansas
Leola là một thị trấn thuộc quận Grant, tiểu bang Arkansas, Hoa Kỳ. Năm 2010, dân số của thị trấn này là 501 người.

## Dân số
- Dân số năm 2000: 515 người.
- Dân số năm 2010: 501 người.